# 충주 남산성
충주 남산성(忠州 南山城)은 충청북도 충주시 직동에 있는 삼국시대의 성곽이다. 1980년 1월 9일 충청북도의 기념물 제31호로 지정되었다.

## 개요
이 산성은 속칭 남산이라고 불리는 금봉산 정상을 둘러싼 석축산성으로 전설에 의하면 삼한시대에 마고선녀가 7일만에 쌓았다고 하여 '마고성'이라고도 한다. 거리상의 차는 있으나 《신증동국여지승람》의 충주목 고적조에 보이는 《동악성》일 가능성도 있다.
6세기 중엽 이후에 축성된 것으로 추정되며, 둘레가 1,120M 높이는 5~7M이며 4곳에 성문이 있다. 동문은 특수한 현문식 구조를 하고 있는 것으로 조사되었는데 출토된 유물로 미루어보아 사용시기는 신라시대를 크게 벗어나지는 않을 것으로 보인다. 연차적으로 산성에 대한 복원·정비사업이 진행되고 있어 충주의 대표적인 성터로 자리잡아 가고 있다.

## 참고 자료
- 충주 남산성 - 국가유산청 국가유산포털